# Potentiel hydrogène
pH
« pH » redirige ici. Pour les autres significations, voir PH (homonymie).
Le potentiel hydrogène, noté pH, est une mesure de l'activité chimique des protons ou ions hydrogène en solution. Notamment, en solution aqueuse, ces ions sont présents sous forme d'ions hydronium (ion H+ hydraté, ou H3O+).
Le pH sert à mesurer l’acidité ou la basicité d’une solution. Ainsi, dans un milieu aqueux à 25 °C :
- une solution de pH = 7 est dite neutre ;
- une solution de pH < 7 est dite acide ; plus son pH diminue, plus elle est acide ;
- une solution de pH > 7 est dite basique ; plus son pH augmente, plus elle est basique.

## Histoire
En 1909, le chimiste danois Søren Sørensen, qui travaille alors au laboratoire Carlsberg à Copenhague sur les effets des concentrations de quelques ions sur des protéines lors des processus de fabrication de la bière, remarque l'importance des ions hydrogène et décide d'introduire le concept de pH. Dans l'article où est évoqué le pH pour la première fois, Sørensen utilise la notation pH+. Dans les comptes-rendus de travaux qu'il rédige au sein du laboratoire Carlsberg de l'université de Copenhague la même année, p est l'abréviation du mot allemand potenz ('puissance' au sens mathématique) et H est le symbole de l'hydrogène. Sørensen définit alors l'acidité d'une solution comme étant le cologarithme décimal de la concentration molaire (exprimée en moles par litre) en ions hydrogène :
{\displaystyle \mathrm {pH} =-\log _{10}\left[\mathrm {H} ^{+}\right]}
Le principe d'une telle échelle de pH est accepté par la communauté scientifique, notamment grâce au chimiste allemand Leonor Michaelis, qui publie en 1909 un livre sur la concentration en ion hydronium (H3O+).
En 1924, à la suite de l'introduction du concept d'activité, Sørensen publie un article précisant que le pH dépend plutôt de l'activité que de la concentration en H+. Entretemps, la notation « pH » a été adoptée, sans que l'on sache qui en a été l'initiateur :
{\displaystyle \mathrm {pH} =-\log _{10}\;a(\mathrm {H} ^{+})}
Par la suite, la lettre « p » est reprise dans plusieurs notations usuelles en chimie, pour désigner le cologarithme : pK, pOH, pCl, etc. La signification du sigle pH a été adaptée par chaque langue. Ainsi, par pH, on entendra « potentiel hydrogène », en français, Potenz Hydrogene en allemand, potential hydrogen en anglais, ou potencial hidrógeno en espagnol.
La notion d'acidité, qui était à l'origine uniquement qualitative, s'est vue dotée d'un caractère quantitatif avec les apports de la théorie de Brønsted-Lowry et du pH. Alors qu'au début du XXe siècle on utilisait uniquement des indicateurs de pH pour justifier du caractère acide ou basique d'une solution, les évolutions en électrochimie ont permis à l'IUPAC de proposer dans les années 1990 une nouvelle définition du pH, permettant des mesures plus précises.

## Définitions

### Hydratation des ions H+et nomenclature
L'ion hydronium (H3O+) peut être considéré comme étant le plus simple des ions oxonium, R–OH2+ (où le groupement R est ici remplacé par H) tel que défini par la nomenclature en chimie organique, car les ions H+ sont hydratés et s’associent à une des deux paires électroniques libres de la molécule H2O (base de Lewis donnant au proton sa paire électronique). Le proton (H+) est également le plus simple des acides au sens de Lewis, car il accepte une paire d'électrons.

### Définition classique
Depuis le milieu du XXe siècle, l’IUPAC reconnaît officiellement la définition de Sørensen du pH :
{\displaystyle \mathrm {pH} =-\log \,\,a_{\mathrm {H} }}
où aH (également noté a(H+) ou {H+}) désigne l’activité des ions hydrogène H+, sans dimension. Le pH est lui-même une grandeur sans dimension.
Cette définition formelle ne permet pas des mesures directes de pH, ni même des calculs. Le fait que le pH dépende de l’activité des ions hydrogène induit que le pH dépend de plusieurs autres facteurs, tels que l’influence du solvant. Toutefois, il est possible d’obtenir des valeurs approchées de pH par le calcul, à l’aide de définitions plus ou moins exactes de l’activité.

### Loi de Nernst
L’IUPAC donne aujourd’hui une définition du pH à partir d’une méthode électrochimique expérimentale. Elle consiste à utiliser la relation de Nernst dans la cellule électrochimique suivante :
Électrode de référence | Solution de KCl concentré | Solution X | H2 | Pt (électrode à hydrogène)
À l’aide de mesures de la force électromotrice (notée fem ou f.e.m.) de la cellule avec une solution X et une solution S de référence, on  obtient :
{\displaystyle \mathrm {pH(X)} =\mathrm {pH(S)} +{\frac {(E_{\text{S}}-E_{\text{X}})F}{RT\ln 10}}}
avec :
pH(X) : pH de la solution inconnue ;
pH(S) : pH tabulé de la solution de référence S ;
EX : f.e.m. de la cellule avec la solution inconnue X ;
ES : f.e.m. de la cellule avec la solution de référence S à la place de la solution X ;
F = 96 485 C mol−1 : constante de Faraday ;
R = 8,314 472 J mol−1 : constante universelle des gaz parfaits ;
T : température absolue, en kelvins.
Cette définition du pH a été standardisée par la norme ISO 31-8 en 1992, puis remplacée par la norme ISO-CEI 80000-9.

### En solution aqueuse

#### Définitions approximatives
Les manipulations liées au pH en chimie étant le plus souvent réalisées en milieu aqueux, on peut déterminer plusieurs définitions approchées du pH en solution aqueuse. En utilisant deux définitions différentes de l’activité chimique, on peut écrire les deux relations ci-dessous. Elles sont valables dans le domaine limité des solutions aqueuses de concentrations en ions inférieures à 0,1 mol L−1 et n’étant ni trop acide, ni trop basique, c’est-à-dire pour des pH entre 2 et 12 environ.
{\displaystyle \mathrm {pH} =-\log _{10}\left(\gamma _{\mathrm {H} }{\frac {[\mathrm {H} ^{+}]}{C_{0}}}\right)}
où
γH est le coefficient d’activité des ions H+, sans dimension
[H+] est la concentration molaire en ions H+, en mol·L−1
C0 = 1 mol L−1 est la concentration standard
et
{\displaystyle \mathrm {pH} =-\log _{10}\left(\gamma _{\mathrm {H} }{\frac {m_{\mathrm {H} }}{m_{0}}}\right)}
où
γH est le coefficient d’activité des ions H+, sans dimension
mH est la molalité des ions H+, en mol·kg−1
m0 = 1 mol kg−1 est la molalité standard
Pour des concentrations encore plus faibles en ions en solution, on peut assimiler l’activité des ions H+ à leur concentration (le coefficient d’activité tend vers 1). On peut écrire :
{\displaystyle \mathrm {pH} =-\log _{10}\,[\mathrm {H} ^{+}]}
Par abus d’écriture, l’écriture n’est pas homogène, La concentration standard C0 étant souvent omise pour simplifier la notation. Cette relation est la plus connue et souvent la plus utilisée.
Pour des acides forts en solution aqueuse à des concentrations supérieures à 1 mol kg−1, l'approximation précédente n'est plus valable : il faut se ramener à la définition 
{\textstyle \mathrm {pH} =-\log(a(\mathrm {H_{3}O^{+}} ))} où l'activité des ions hydronium {\displaystyle a(\mathrm {H_{3}O^{+}} )} tend vers 1 quand la concentration augmente, soit un pH qui tend vers 0.
De même pour des bases fortes en solution aqueuse à des concentrations supérieures à 1 mol kg−1, l'activité des ions hydroxyde OH− tend vers 1 ; or, par définition de Ke, produit ionique de l'eau valant 10-14 à 25 °C, on a {\displaystyle K_{e}=a(\mathrm {H_{3}O^{+}} )\cdot a(\mathrm {OH} ^{-})} donc {\displaystyle a(\mathrm {H_{3}O} ^{+})} ne peut être inférieure à Ke, soit un pH qui tend vers 14 quand la concentration en base forte augmente.
Ceci n'est vrai que lorsque le solvant (ici l'eau) reste très majoritaire par rapport aux autres espèces. Dans le cas de solutions très concentrées, ceci n'est plus vrai, et des pH extrêmes peuvent être observés, comme il sera précisé plus loin.

## Acides et bases
Brønsted et Lowry ont donné une définition simple des concepts d’acide et de base comme étant respectivement un donneur et un accepteur de proton. D’autres conceptions de l’acidité sont utilisées dans les milieux non protiques (milieux où l’espèce échangeable n’est pas le proton), telle la théorie de Lewis :
| Théorie   | Acide                 | Base                | Domaine d’application |
| --------- | --------------------- | ------------------- | --------------------- |
| Arrhenius | donneur de H+         | donneur de OH−      | eau                   |
| Brønsted  | donneur de H+         | accepteur de H+     | solvant protique      |
| Lewis     | accepteur de paire e− | donneur de paire e− | cas général           |

Exemples :
- OH− est une base d’Arrhenius, Brønsted et Lewis ;
- NH3 est une base de Brønsted et Lewis, mais pas d’Arrhenius ;
- BF3 est un acide de Lewis, mais ni d’Arrhenius, ni de Brønsted.

## Autoprotolyse
Le pH varie dans l’intervalle défini grâce à la constante d’auto-protolyse du solvant.
En solution aqueuse, à température et pression standard (CNTP), un pH de 7,0 indique la neutralité car l’eau, amphotère, se dissocie naturellement en ions H+ et OH− aux concentrations de 1,0 × 10−7 mol L−1. Cette dissociation est appelée autoprotolyse de l’eau :
- l’eau est un acide : H2O (l) → H+ (aq) + OH− (aq) ;
- l’eau est une base : H2O (l) + H+ (aq) → H3O+ (aq) ;
- d’où l'équilibre : H2O (l) + H2O (l) ⇌ H3O+ (aq) + OH− (aq).

Dans les conditions normales de température et de pression (TPN), le produit ionique de l’eau ([H+][OH−]) vaut 1,0116  × 10-14, d’où pKe = 13,995. On peut également définir le pOH (-log aOH−), de sorte que pH + pOH = pKe.
Le pH doit être redéfini – à partir de l’équation de Nernst – en cas de changement de conditions de température, de pression ou de solvant.

## Influence de la pression et de la température
Le produit ionique de l’eau ([H+][OH−]) varie avec la pression et la température : sous 1 013 hPa et à 298 K (TPN), le produit ionique vaut 1,0116  × 10-14, d’où pKe = 13,995 ; sous 1010 Pa et à 799,85 °C, pKe n’est que de 7,68 : le pH d’une eau neutre est alors de 3,84. Sous une atmosphère de 1 013 hPa (pression de vapeur d’eau saturante), on a : 
- à 0 °C : pKe = 14,938, d’où le pH de la neutralité = 7,4690 ;
- à 25 °C : pKe = 13,995, d’où le pH de la neutralité = 6,9975 ;
- à 100 °C : pKe = 12,265, d’où le pH de la neutralité = 6,1325.

Par conséquent, le pOH varie de la même façon et pour la même raison : la plus grande fragmentation de l'eau en proton H+ (en réalité ion hydronium H3O+) et en OH−. Dire que l'eau devient « plus acide » est donc assurément vrai, mais il est non moins vrai qu'elle devient en même temps et pour des raisons de parité « plus basique ». Néanmoins le résultat est bien qu'elle devient plus corrosive, problème étudié avec soin pour les échangeurs de centrales thermiques.
Le produit ionique de l’eau varie selon l’équation suivante :
{\displaystyle \log K_{e}^{*}=-4{,}098-{\frac {3\;245{,}2}{T}}+{\frac {2{,}2362\times 10^{5}}{T^{2}}}-{\frac {3{,}984\times 10^{7}}{T^{3}}}+\left(13{,}957-{\frac {1\;262{,}3}{T}}+{\frac {8{,}5641\times 10^{5}}{T^{2}}}\right)\log d_{e}^{*}}
dans laquelle Ke* = Ke/(mol⋅kg−1) et de*=de/(g⋅cm−3).
Avec :
- T en kelvins ;
- de : la masse volumique de l'eau exprimée en g⋅cm−3.

Domaine d'application de la formule : T compris entre 0 et 1 000 °C, P compris entre 1 et 10 000 bars abs.
Une autre formulation pour le calcul du pKe est celle de l'IAPWS

## Influence du solvant
Dans d’autres solvants que l’eau, le pH n’est pas fonction de la dissociation de l’eau. Par exemple, le pH de neutralité de l’acétonitrile est de 27 (TPN) et non de 7,0.
Le pH est défini en solution non aqueuse par rapport à la concentration en protons solvatés et non pas par rapport à la concentration en protons non dissociés. En effet, dans certains solvants peu solvatants, le pH d’un acide fort et concentré n’est pas nécessairement bas. D’autre part, selon les propriétés du solvant, l’échelle de pH se trouve décalée par rapport à l’eau. Ainsi, dans l’eau, l’acide sulfurique est un acide fort, tandis que dans l’éthanol, c’est un acide faible. Travailler en milieu non aqueux rend le calcul du pH très compliqué.

## Acidité et alcalinité

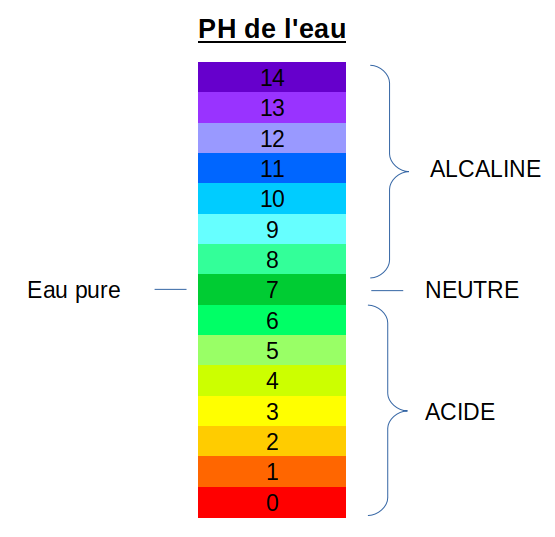
pH de l'eau.

Un pH moins élevé que celui de la neutralité (par exemple 5 pour une solution aqueuse) indique une augmentation de l’acidité, et un pH plus élevé (par exemple 9 pour une solution aqueuse) indique une augmentation de l’alcalinité, c’est-à-dire de la basicité.
Un acide diminuera le pH d’une solution neutre ou basique ; une base augmentera le pH d’une solution acide ou neutre. Lorsque le pH d’une solution est peu sensible aux acides et aux bases, on dit qu’il s’agit d’une solution tampon (de pH) ; c’est le cas du sang, du lait ou de l’eau de mer, qui renferment des couples acido-basiques susceptibles d’amortir les fluctuations du pH, tels anhydride carbonique / hydrogénocarbonate / carbonate, acide phosphorique / hydrogénophosphate / phosphate, acide borique / borate.
Le pH d’une solution dite physiologique est de 7,41.

## Activité et concentration
Pour les solutions diluées, l'activité est assimilée à la concentration. Pour des concentrations ioniques importantes, l’activité ne peut plus être assimilée à la concentration et on doit tenir compte de la force ionique, par exemple grâce à la théorie de Debye-Hückel. Le pH d’une solution décamolaire d’acide fort n’est donc pas égal à -1, tout comme le pH d’une solution décamolaire de base forte n’est pas égal à 15. L’agressivité de telles solutions et leur force ionique importante rend la mesure du pH délicate avec les habituelles électrodes de verre. On a donc recours à d’autres méthodes s’appuyant sur les indicateurs colorés (spectroscopie UV ou RMN). Pour des concentrations élevées de H+, on peut définir par analogie d’autres échelles de mesure d’acidité, telles l’échelle de Hammett H0.

## Mesure
D’après la loi de Nernst établie plus haut :
{\displaystyle \mathrm {pH(X)} =\mathrm {pH(S)} +{\frac {(E_{\mathrm {S} }-E_{\mathrm {X} })F}{RT\ln 10}}}
dans laquelle X est la solution dont le pH est inconnu et S, la solution de référence ; avec (RT ln10)/F = 0.059159 V à 298 K (R est la constante des gaz parfaits, T, la température absolue et F, la constante de Faraday).
Généralement, le pH est mesuré par électrochimie avec un pH-mètre, appareil comportant une électrode combinée spéciale, dite électrode de verre, ou deux électrodes séparées. L’électrode de référence est en général l'électrode au calomel saturée (ECS).
Il existe de nombreuses façons de mesurer l’acidité, on utilise fréquemment des indicateurs de pH.

## Formules de calcul approché du pH pour des solutions aqueuses
À 25 °C pKe = 14.

### Cas d'unacide fort
{\displaystyle \mathrm {pH} =-\log _{10}(C_{\mathrm {a} }),} où {\displaystyle C_{\mathrm {a} }} est la concentration en acide en mol/L.
Cette relation n’est pas valable pour des concentrations inférieures à 1 × 10−7 mol l−1 et ne devrait s’appliquer qu’avec des concentrations supérieures à 1 × 10−5 mol l−1. Son application à une solution diluée à 10-8 donne en effet pH = 8, ce qui est absurde puisque la solution est acide et non alcaline (le pH d’une telle solution est de 6,98).
Dans le cas d’un monoacide, le pH se calcule en résolvant l’équation du troisième degré suivante : (H+)3 + Ka (H+)2 - (H+) [Ke + KaCa] - Ka·Ke = 0.
Dans le cas limite {\displaystyle K_{\mathrm {a} }\to +\infty }, l’équation précédente devient {\displaystyle (\mathrm {H} ^{+})^{2}-C_{\mathrm {a} }(\mathrm {H} ^{+})-K_{\mathrm {e} }=0} d’où on déduit que {\displaystyle (\mathrm {H} ^{+})={\frac {C_{\mathrm {a} }+{\sqrt {C_{\mathrm {a} }^{2}+4K_{\mathrm {e} }}}}{2}}}. Lorsque {\displaystyle C_{\mathrm {a} }\gg 2{\sqrt {K_{\mathrm {e} }}}\approx 2\cdot 10^{-7}}, {\displaystyle \mathrm {pH} =-\log _{10}(\mathrm {H} ^{+})\approx -\log _{10}C_{\mathrm {a} }}.

### Cas d'unebase forte
{\displaystyle \mathrm {pH} =\mathrm {p} K_{\text{e}}+\log _{10}(C_{\mathrm {b} })} où {\displaystyle C_{\mathrm {b} }} est la concentration en base en mol·L−1.
Cette relation est soumise aux mêmes remarques que pour le cas d’un acide fort.

### Cas d'unacide faible
{\displaystyle \mathrm {pH} ={\frac {1}{2}}(\mathrm {p} K_{\text{a}}-\log _{10}(C_{\mathrm {a} }))} où le {\displaystyle \mathrm {p} K_{\text{a}}} est celui de l’acide.

### Cas d'unebase faible
{\displaystyle \mathrm {pH} ={\frac {1}{2}}(\mathrm {p} K_{\text{a}}+\mathrm {p} K_{\text{e}}+\log _{10}(C_{\mathrm {b} }))} où le {\displaystyle \mathrm {p} K_{\text{a}}} est celui de l’acide créé.

### Cas d'un mélange de solutions de pH connus
{\displaystyle \mathrm {pH} =-\log \left({\frac {V_{1}\cdot 10^{-\mathrm {pH} _{1}}+V_{2}\cdot 10^{-\mathrm {pH} _{2}}}{V_{1}+V_{2}}}\right)}
Cette formule est très approximative, notamment si les acides ou bases utilisés sont faibles, et devrait être utilisée avec la plus grande prudence.

## pH négatif ou supérieur à 14

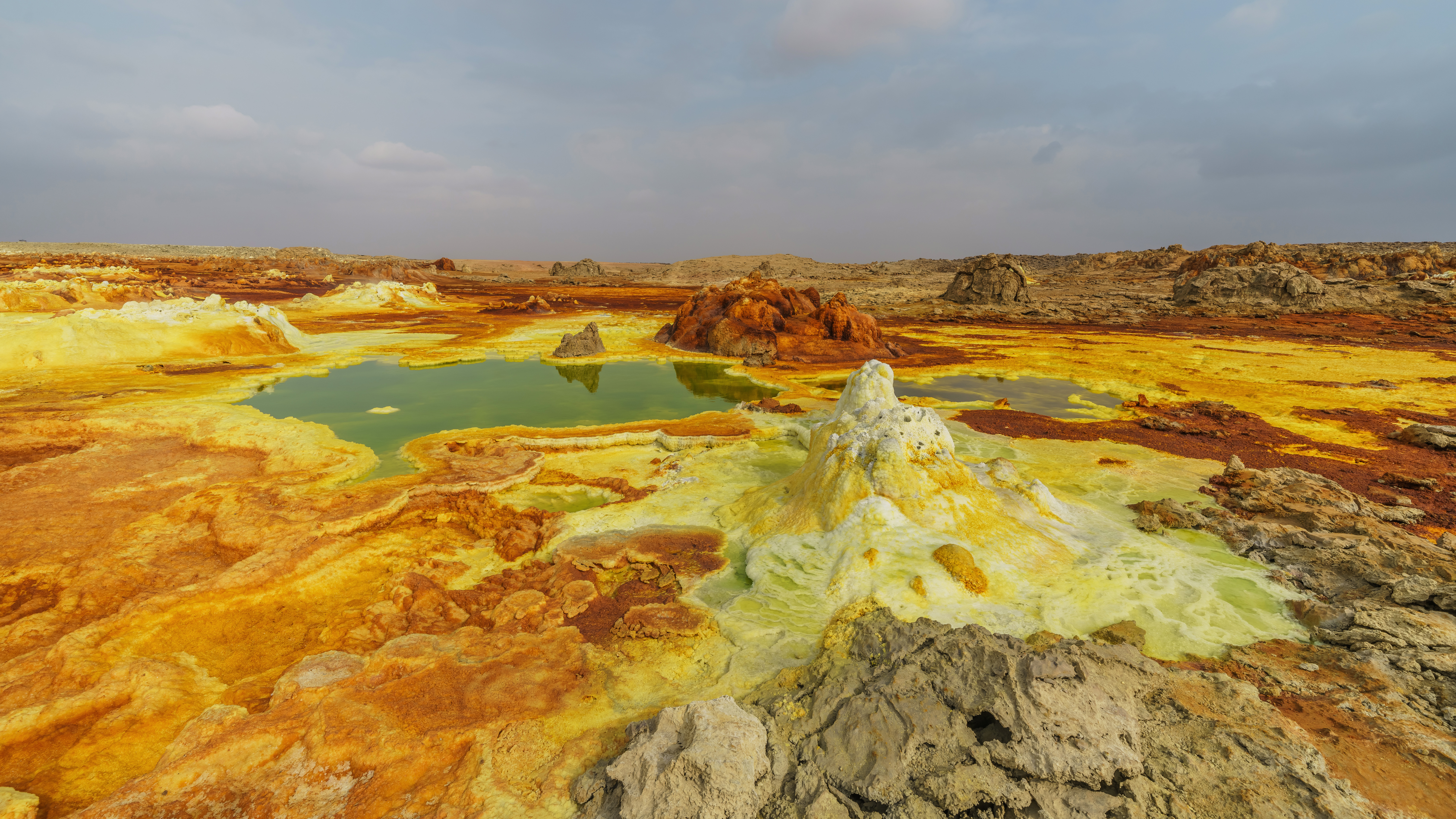
Eaux soufrées du volcan Dallol (désert Danakil, Éthiopie), atteignant un pH de −1,6.

Comme le montre sa définition (historique ou classique), le pH n'est pas limité à l'intervalle 0-14,. En pratique, il est généralement compris entre ces bornes en raison de la difficulté de mesurer des pH plus faibles que 0, et aussi de l'absence de solutions tampons de pH négatif.
Dans les solutions suffisamment diluées, l’acidité est en pratique mesurée par la concentration en ions hydronium, ou [H3O+], supposant un coefficient d'activité égal à 1 (c'est-à-dire que l'activité est égale à la concentration). Aux fortes concentrations, les coefficients d'activités deviennent plus faibles, rendant difficile l'obtention de pH inférieurs à 0. Pour autant, si les pH 0 et 14 correspondent à des solutions molaires (1 mol/L) d'acide chlorhydrique et d'hydroxyde de sodium (soude), respectivement, des solutions plus concentrées produisent des pH en dehors de cette gamme. Ainsi une solution d'acide chlorhydrique à 37 % m (c'est-à-dire environ 12 mol/L), très courante dans l'industrie, a un pH d'environ −1,1. De son côté, une solution saturée d'hydroxyde de sodium a un pH d'environ 15,0.
Dans l'environnement, des solutions de pH négatif peuvent se rencontrer :
- dans des lacs acides tels que le champ géothermique de Dallol en Éthiopie, dont le pH est à −1,6 en raison de la concentration d'acide sulfurique et de la température de l'eau à 110 °C ;
- en cas de drainage minier acide extrême, par exemple dans séquelles minières de Iron Mountain Mine (en) en Californie, dont le pH atteint −3,6 dans une eau à 47 °C[20].

Les produits plus acides que l’acide sulfurique à 100 %, sont qualifiés de superacides. Ceux-ci sont couramment utilisés, notamment comme catalyseurs pour l’isomérisation et le craquage des alcanes,.

## pH en écologie
Le pH d’un sol est le résultat de sa composition (issue de l'altération du calcaire, du granite, avec présence d'humus de type mull, mor, moder, etc.) et de ce qu'il reçoit (pluie, engrais, etc.). Il a une influence sur l’assimilation des nutriments et oligo-éléments par les plantes. En écologie, le point de bascule entre les milieux alcalins et acides s'observe au pH = 5,47 (que l'on peut considérer comme le point de neutralité en écologie) et non pas à un pH de 7. En effet, en dessous de cette valeur, l'aluminium est rendu plus disponible dans le sol, ce qui empêche la croissance de certaines plantes, dites aluminofuges et favorise les espèces aluminotolérantes. Au contraire, certaines plantes ont des capacités particulières à se procurer des éléments peu disponibles dans les sols calcaires (phosphore et fer notamment) qui, par nature, sont alcalins.
Des espèces ont la capacité à s'adapter sur une large gamme de sols. Auquel cas, l'assimilation en concentration variable d'ions aluminium (Al3+) peut se traduire par une variation morphologique (couleurs des sépales d'hortensia, par exemple).

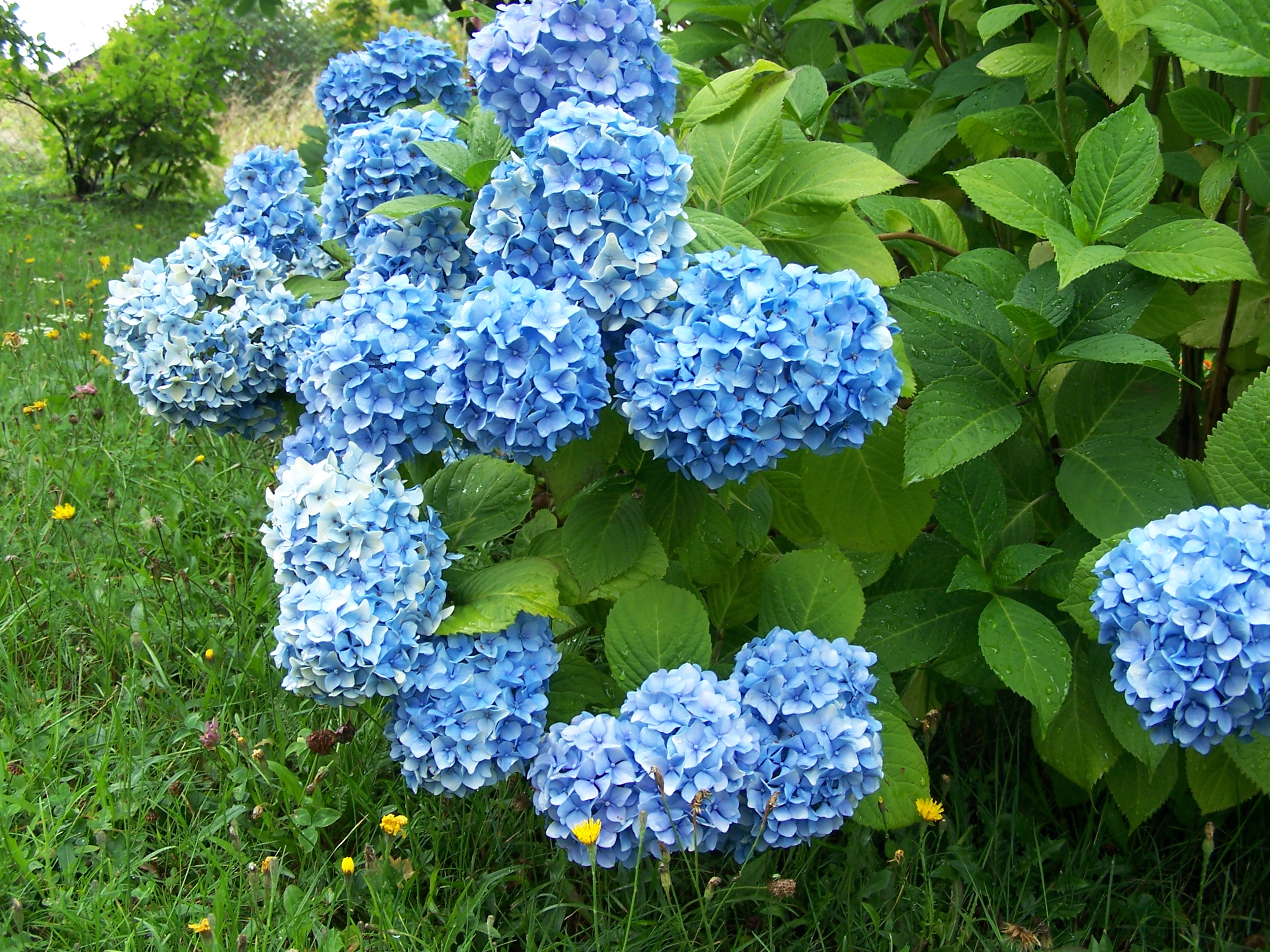
Fleurs d'hortensia en sol riche en Al3+.
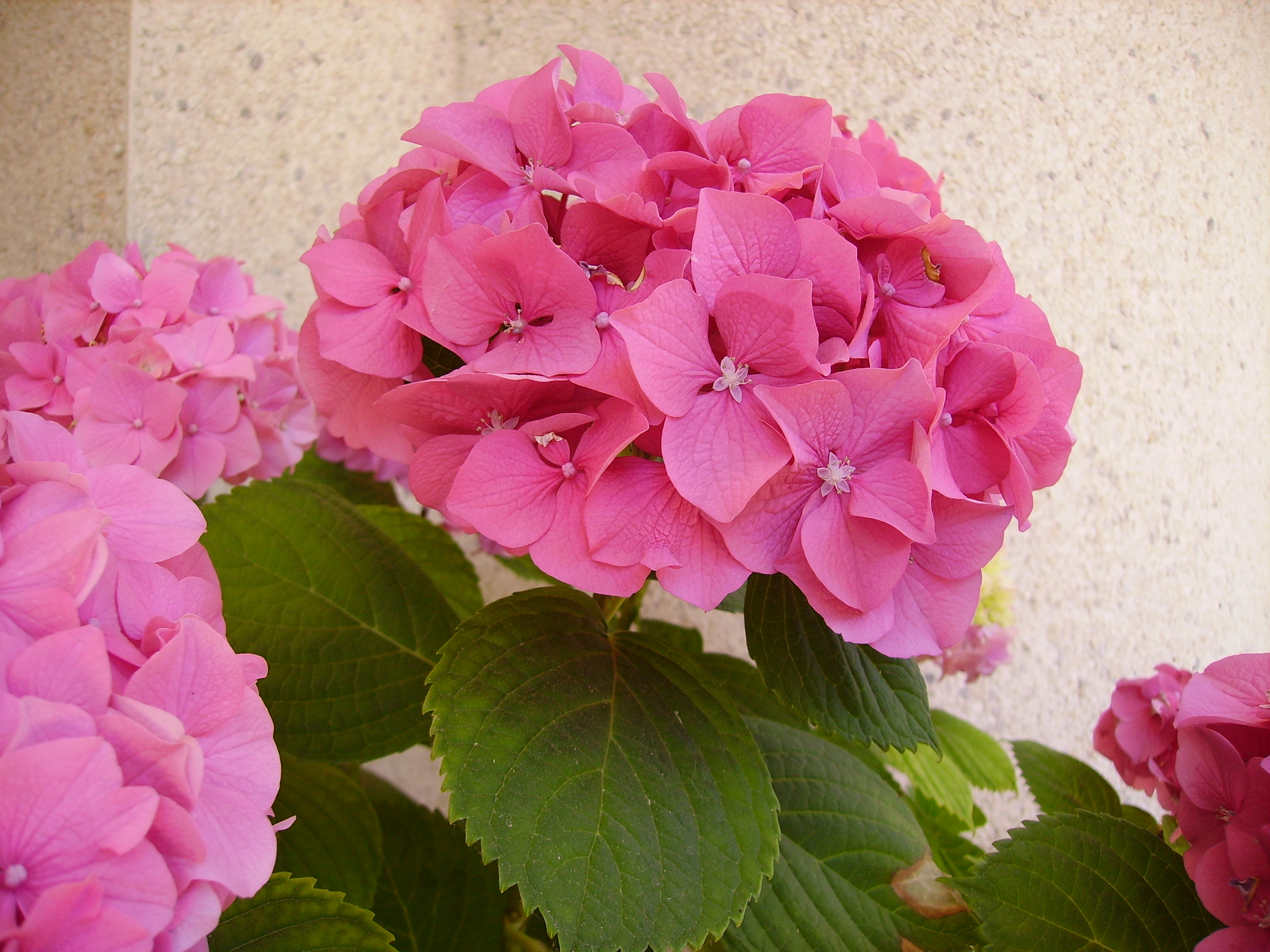
Fleurs d'hortensia en sol pauvre en Al3+.